# Ро-мезон
Ро-мезон - короткоживуча адронна елементарна частинка, що являє собою ізоспіновий триплет, три стани якого є 
ρ+
, 
ρ0
 і 
ρ−
. Після піонів та каонів, ро-мезони є найлегшими сильно-взаємодіючими частинками з масою приблизно 770 МеВ для всіх трьох станів. Невелика різниця в масах повинна 
ρ+
 і 
ρ0
 повинна була б виникати за рахунок електромагнітної власної енергії частинок, а також через порушення ізоспінової симетрії яке з'являється через різницю мас легких кварків, тим не менш, нинішня експериментальний межа показує що ця різниця мас становить не більше 0.7 МеВ. Вперше ро-мезони були отримані в 1961 році, зразу в кількох лабораторіях.
Ро-мезони мають дуже короткий час життя, і їх ширина розпаду становить близько 145 MeV  з тією особливістю, що ширина  розпаду не описується формулою Брейта-Вігнера. Основний канал розпаду ро-мезонів на пару піонів має ймовірність 99%. Нейтральний ро-мезон може розпадатися на пару електрон-позитрон чи мюон-антимюон, що трапляється з ймовірністю 5×10−5.  Цей розпад нейтрального ро на лептони може інтерпретуватися як змішування між фотоном і ро.  У принципі, заряджені ро-мезони замішуються з слабкими векторними бозонами і що може привести до розпаду на електрон чи мюон + нейтрино; однак, це ніколи не спостерігалось.
В De Rujula–Georgi–Glashow описі адронів, ро-мезон інтерпретується як зв'язаний стан кварка і антикварка і є збудженою версією піона. На відміну від піона, ро-мезон має спін j = 1 (це векторний мезон) і значно більшу масу.  Ця значна різниця в масах між піонами та ро-мезонами пов'язана з великою надтонкою взаємодією між кварком та антикварком. Основним недоліком De Rujula–Georgi–Glashow опису є те, що він пояснює легкість піона як випадковість а не як наслідок порушення кіральної симетрії.   
| Назва частинки       | Частинка | Античастинка | Кварковий склад                                                          | Маса спокою (MeV/c2) | IG | JPC | S | C | B' | Час життя (с)    | Основні канали розпаду (>5% розпадів) |
| -------------------- | -------- | ------------ | ------------------------------------------------------------------------ | -------------------- | -- | --- | - | - | -- | ---------------- | ------------------------------------- |
| Заряджений ро-мезон  | ρ+ (770) | ρ− (770)     | u d                                                                      | 775.4±0.4            | 1+ | 1−  | 0 | 0 | 0  | ~4.5×10−24[a][b] | π± + π0                               |
| Нейтральний ро-мезон | ρ0 (770) | вона ж сама  | {\displaystyle \mathrm {\tfrac {u{\bar {u}}-d{\bar {d}}}{\sqrt {2}}} \,} | 775.49±0.34          | 1+ | 1−− | 0 | 0 | 0  | ~4.5×10−24[a][b] | π+ + π−                               |

[a] ↑  PDG-доповідь дає резонансну ширину (Γ). Тут приведена обернена величина τ = ħ⁄Γ . 

[b] ↑  Точне значення залежить від використовуваного методу. Деталі за посиланням.